# Zebra Burchellova
Zebra Burchellova (Equus quagga burchellii) je jeden z 6 poddruhů zebry stepní.
Zebra Burchellova má špinavě bílé tělo s černými pruhy. Od ostatních poddruhů zebry stepní se vyznačuje bledým pruhováním na kýtách a nejčastěji zcela chybějícím nebo velmi řídkým pruhováním na končetinách.
V minulosti velmi početně obývala savany v rozmezí od Botswany, Namibie a Kaokoveldu až po Svazijsko a Kwazulu-Natal. Během několika staletí však byla její populace značně omezena a dnes přežívá pouze na severozápadě a jihovýchodě svého původního areálu rozšíření.

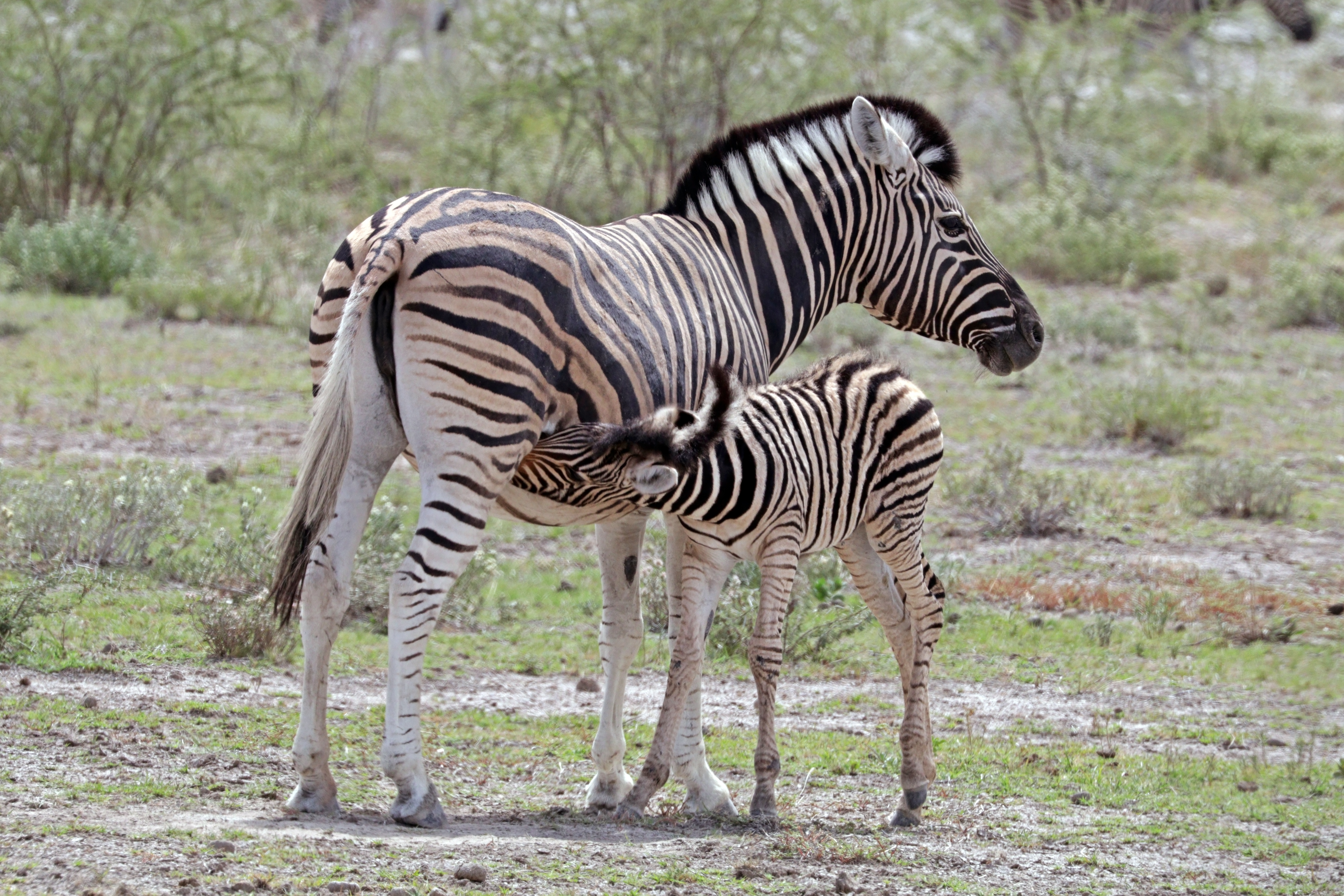
Equus quagga burchellii

V běhu dosahuje rychlosti 65 km/h.